# Clapton and Winwood: Live at Madison Square Garden
Live from Madison Square Garden est un album live double CD et DVD des musiciens britanniques Eric Clapton et Steve Winwood, sorti le 19 mai 2009 par Duck / Reprise Records. L'album est composé d'enregistrements des performances de Clapton et Winwood au Madison Square Garden en février 2008. Il s'agit du neuvième album live de Clapton et du premier album live de Winwood en tant qu'artiste solo.
Le duo a interprété des chansons de leur passage dans le groupe Blind Faith ainsi que des sélections de Traffic, de Derek and the Dominos, des carrières solo de Clapton et Winwood et quelques reprises de rock et de blues. Deux reprises de Jimi Hendrix sont interprétées ici, Little Wing et Voodoo Chile, cette dernière s'étire jusqu'à plus de 16 minutes. Leur groupe était composé de Willie Weeks à la basse, Ian Thomas à la batterie et Chris Stainton aux claviers. Cet article a été entièrement traduit du wikipedia anglophone consacré à l'album Live from Madison Square Garden de Eric Clapton et Steve Winwood. 

## Historique
Winwood et Clapton se sont croisés pour la première fois en tant que membres du groupe Eric Clapton and the Powerhouse en mars 1966. Ils ont enregistré des chansons publiées sur l' album de compilation d' Elektra Records What's Shakin’ . Plus tard, ils se sont à nouveau associés en 1969 avec la formation de Blind Faith, peu de temps après que Clapton a quitté Cream. Blind Faith a été le pionnier de la fusion du rock et du blues en un énorme succès en studio et sur scène. Malgré les éloges de la critique et du public, le groupe a été de courte durée avec un seul album et une brève tournée en 1969 qui a débuté le 12 juillet au Madison Square Garden et s'est terminée le 24 août à Hawaï. Depuis lors, Winwood et Clapton sont restés amis mais n'avaient joué ensemble que quelques fois au fil des ans ; une chanson occasionnelle lors d'un événement caritatif. En 1998, ils sont tous deux apparus dans le film Blues Brothers 2000 en tant que membres du groupe de blues fictif, les Louisiana Gator Boys (Willie Weeks en était également membre). Pendant le Crossroads Guitar Festival de Clapton en 2007, Clapton et Winwood ont joué six chansons ensemble, dont quelques chansons de Blind Faith. Après cette expérience réussie, les deux ont décidé de collaborer à nouveau. Les spectacles du Madison Square Garden de 2008 ont été les premiers concerts complets de Winwood/Clapton ensemble en près de 40 ans.
La veille de la mort de Buddy Miles, un ami l'a appelé sur son téléphone portable pour qu'il puisse entendre Winwood et Clapton interpréter sa chanson la plus connue Them Changes. Lorsqu'ils ont découvert le lendemain que Miles était décédé, ils lui ont dédié l'interprétation de la chanson.

## Tournée
Le 11 février 2009, le duo a annoncé une tournée américaine dans 14 villes qui a débuté le 10 juin 2009 à East Rutherford, New Jersey. Ils ont été rejoints sur scène par Chris Stainton (claviers), Willie Weeks (basse), Abe Laboriel Jr. (batterie) en lieu et place de Ian Thomas, ainsi que les choristes Sharon White et Michelle John.

## Enregistrement, production et illustrations
Live at Madison Square Garden a été enregistré du 25 au 28 février. Les concerts ont été enregistrés et mixés par James Towler, tandis que la production a été gérée par James Pluta, John McDermott et Scooter Weintraub avec la production exécutive par John Beug, Michael Eaton, Peter Jackson et Tom Whalley. La plupart des équipes de production ont également participé aux enregistrements des Crossroads Guitar Festivals de Clapton.
La direction artistique de l'album et du DVD était Ellen Wakayama avec la conception gérée par Donny Phillips des groupes hardcore de Tehachapi The Warriors and Machines, et la photographie par Danny Clinch. Phillips est l'un des principaux graphistes de Warner Bros. Records, pour lequel les deux autres personnes mentionnées travaillent également. L'œuvre était basée sur le taijitu, bien que les couleurs sur l'emballage soient rouge et bleu au lieu de noir et blanc.

## Titres

### CD 1
1. Had to Cry Today (Steve Winwood) – 7:47
2. Low Down (J.J. Cale) – 4:10
3. Them Changes (Buddy Miles) – 5:10
4. Forever Man (Jerry Williams) – 3:33
5. Sleeping in the Ground (Sam Myers) – 4:50
6. Presence of the Lord (Eric Clapton) – 5:23
7. Glad (Steve Winwood) – 4:13
8. Well All Right (Jerry Allison/Buddy Holly/Joe B. Mauldin/Norman Petty) – 5:35
9. Double Trouble (Otis Rush) – 8:06
10. Pearly Queen (Jim Capaldi/Steve Winwood) – 6:10
11. Tell the Truth (Eric Clapton/Bobby Whitlock) – 6:42
12. No Face, No Name, No Number (Jim Capaldi/Steve Winwood) – 4:09

### CD 2
1. After Midnight (J.J. Cale) – 4:45
2. Split Decision (Joe Walsh/Steve Winwood) – 6:25
3. Ramblin' on My Mind (Robert Johnson) – 4:01
  - Eric Clapton seul
4. Georgia on My Mind (Hoagy Carmichael/Stuart Gorrell) – 5:05
  - Steve Winwood seul
5. Little Wing (Jimi Hendrix) – 6:42
6. Voodoo Chile (Jimi Hendrix) – 16:23
7. Can't Find My Way Home (Steve Winwood) – 5:33
8. Dear Mr. Fantasy (Jim Capaldi/Steve Winwood/Chris Wood) – 7:41
9. Cocaine (J.J. Cale) – 6:41

### Disque I
1. Had to Cry Today
2. Them Changes
3. Forever Man
4. Sleeping in the Ground
5. Presence of the Lord
6. Glad
7. Well All Right
8. Double Trouble
9. Pearly Queen
10. Tell the Truth
11. No Face, No Name, No Number
12. After Midnight
13. Split Decision
14. Rambling on My Mind (Clapton seul)
15. Georgia on My Mind (Winwood seul)
16. Little Wing
17. Voodoo Chile
18. Can't Find My Way Home
19. Dear Mr. Fantasy
20. Cocaine

### Disque II
- Documentaire: Le chemin vers le Madison Square Garden
- Documentaire: Rambling on My Mind (incluant Clapton au test de son jouant Rambling on My Mind)
- Performances Bonus: Low Down, Kind Hearted Woman, Crossroads.

## Musicien
- Eric Clapton – guitare, chant
- Steve Winwood – guitare, claviers, chant
- Chris Stainton – claviers, piano, orgue Hammond
- Willie Weeks – basse
- Ian Thomas – batterie